# Ambasciata d'Italia a Ouagadougou
L'ambasciata d'Italia a Ouagadougou è la missione diplomatica della Repubblica Italiana presso il Burkina Faso.
La sede è ubicata a Ouagadougou, la capitale.
Dall'istituzione, avvenuta nel 2018, non è stata attivata la sezione consolare dell'ambasciata. Nel frattempo, poiché il Burkina Faso rientra nella circoscrizione consolare nella competenza dell’Ambasciata d'Italia ad Abidjan, le funzioni consolari vengono provvisoriamente espletate da quest'ultima, avvalendosi anche di un Consolato Onorario a Ouagadougou, operativo già da prima dell'apertura dell'ambasciata in Burkina Faso.